# Кристијан дал Бело
Кристијан Данијел дал Бело Фагундеш (порт. Cristian Daniel Dal Bello Fagundes; Пелотас, 13. децембар 1999) бразилски је фудбалер.

## Каријера
Дал Бело је каријеру започео у Пелотасу, где је наступао за тамошњи Гремио Бразил. Један период провео је у Ботафогу из Параибе. Крајем јуна 2021. представљен је као нови фудбалер Зорје из Луганска с којом је потписао трогодишњи уговор. Дебитовао је на отварању такмичарске 2021/22. у Премијер лиги Украјине. Услед Рата у Украјини, вратио се у Бразил и у априлу следеће године представљен је у Кашијасу. У Украјини је поново играо у другој половини 2022, а крајем исте године прешао је у Младост из Новог Сада. Дрес са бројем 10 преузео је од Срђана Димитрова који је у истом прелазном року напустио клуб. У Суперлиги Србије дебитовао је против ивањичког Јавора у 20. колу такмичарске 2022/23. На наредном сусрету, одиграном на Стадиону у Хумској улици у Београду, Кристијан је био стрелац другог поготка у победи своје екипе над домаћим Партизаном. Утакмица је завршена резултатом 0 : 4, док је он изабран за играча кола.

## Трофеји, награде и признања

### Појединачно
- Играч кола у Суперлиги Србије

1. Суперлига Србије за сезону 2022/23, 21. коло против Партизана[13]